# Diadegma nigrostigmaticum
Diadegma nigrostigmaticum är en stekelart som beskrevs av Horstmann 1969. Diadegma nigrostigmaticum ingår i släktet Diadegma och familjen brokparasitsteklar. Inga underarter finns listade i Catalogue of Life.